# مقتلة
مقتلة قرية سوريّة  تتبع إداريّاً لمحافظة حلب منطقة منبج ناحية أبو كهف، بلغ تعداد سكانها 535 نسمة حسب التعداد السكاني لعام 2004.